# 小行星9156
小行星9156（英語：9156 Malanin）是一颗围绕太阳公转的小行星。1982年10月15日，柳德米拉·瓦斯列娜·朱然勒娃在纳昂切尼奇发现了此天体。
这颗小行星的绝对星等为21.38481393093929等。